# Vilhelm I av Meissen

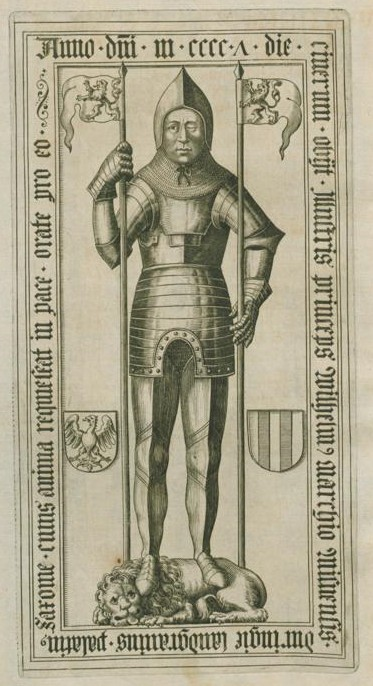
Vilhelm I av Meissen

Vilhelm I "den enögde", född 19 december 1343 i Dresden, död 9 februari 1407 på slottet i Grimma, var regerande markgreve av Meissen från 1382, då han efterträdde sin bror Fredrik III av Meissen, till sin död. Han var son till Fredrik II "den allvarlige" av Meissen och tillhörde huset Wettin. Från 1395 förvaltade han även kurfurstendömet Brandenburg som ståthållare för Jobst av Mähren.
Hans båda äktenskap blev barnlösa och hans territorier delades efter hans död mellan brorsönerna Fredrik den fridsamme, Fredrik den stridbare och Vilhelm den rike.